# Моя духовная биография
«Моя духовная биография» (фр. Mon autobiographie spirituelle) — книга 2009 года, составленная Софией Стрил-Ревер из выступлений и бесед Далай-ламы XIV.

## Описание книги
Книга представляет собой подборку ранее неизданных текстов Далай-ламы XIV, которые составила и сопроводила своими комментариями переводчик и сотрудница Далай-ламы София Стрил-Ревер. Первоначально книга была опубликована на французском языке, а в 2010 была переведена и издана на английском и русском.
Название «Моя духовная биография» может несколько вводить в заблуждение, поскольку книга не похожа на автобиографию Одна из её целей — показать «внутреннюю согласованность взглядов Далай-ламы в их временно́м развитии» (англ. the temporal continuity of the Dalai Lama's thinking) и неизменную основу этих взглядов — сострадание как мотивация, отсутствие завышенного самомнения и гибкость ума.
Книга состоит из трёх частей. В первой — рассматриваются общечеловеческие вопросы, во второй — Далай-лама, как буддийский монах, высказывает свои надежды о духовной трансформации всего мира через преобразование ума каждого человека, в третьей — рассказ о Далай-ламе как духовном учителе тибетского народа и о его жизни в изгнании.
Книга завершается стихотворением Далай-ламы на тему «Никогда не теряй надежду!», написанным им по просьбе американского писателя Р. Уайтхеда в 1994 году.

## Издания книги
На французском языке
- Le Dalaï-Lama (Recueillie par Sofia Stril-Rever). Mon autobiographie spirituelle. — Presses de la Renaissance, 2009. — ISBN 2-7509-0434-X.

На английском языке
- Dalai Lama XIV. My Spiritual Journey. — HarperOne, 2010.

На русском языке
- Далай-лама, София Стрил-Ревер (сост.). Моя духовная биография. — М.: Деком, 2010. — 208 с. — ISBN 978-5-89533-223-8.